# St. Mariä Himmelfahrt (Bad Blankenburg)

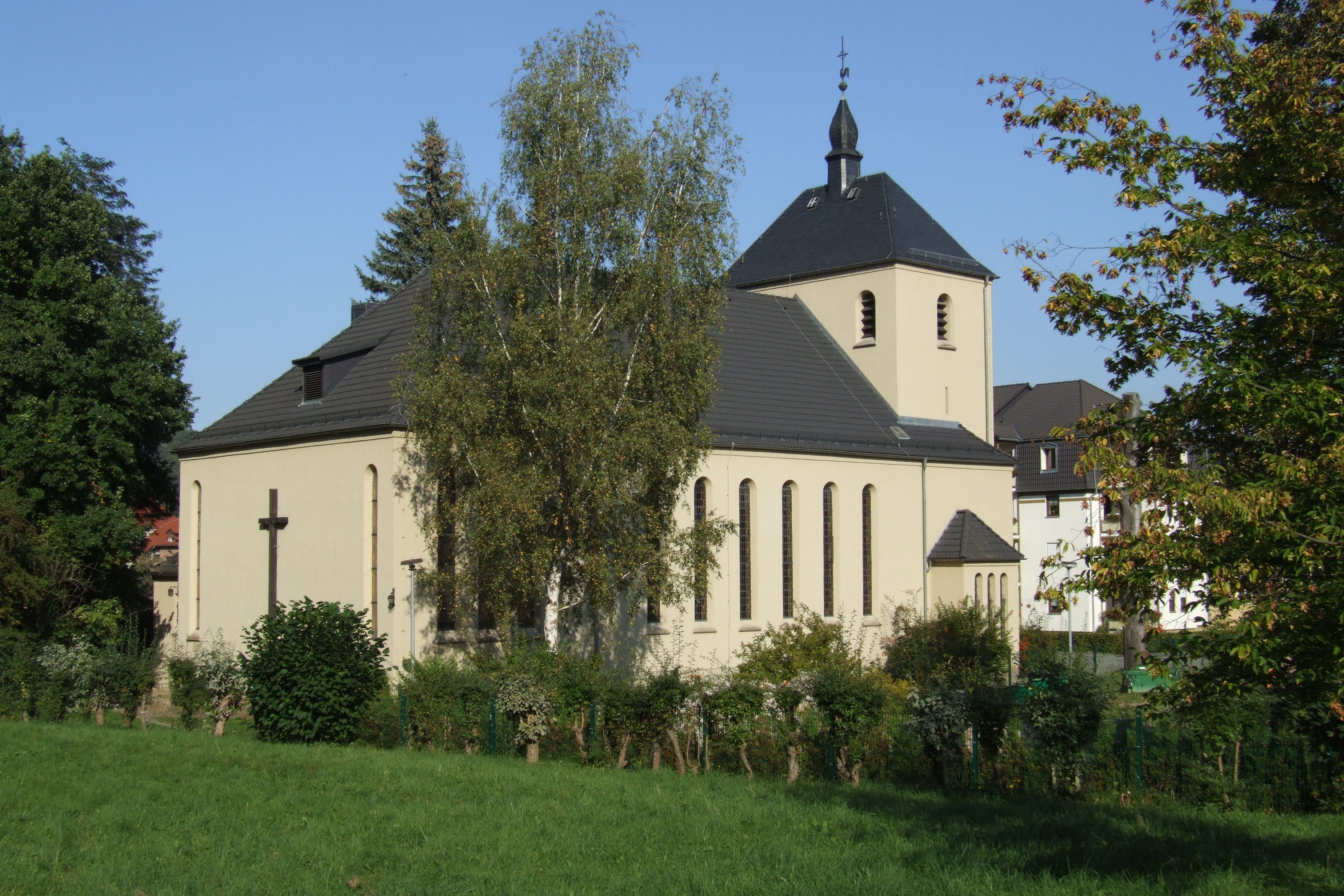
Die katholische Filialkirche St. Mariä Himmelfahrt in Bad Blankenburg

Die römisch-katholische Filialkirche St. Mariä Himmelfahrt steht in Bad Blankenburg im thüringischen Landkreis Saalfeld-Rudolstadt. Sie ist Filialkirche der Pfarrei Corpus Christi Saalfeld/Saale im Dekanat Weimar des Bistums Erfurt. Sie trägt das Patrozinium Mariä Himmelfahrt.

## Geschichte
Am 1. Mai 1931 wurde im Rathaus die erste katholische Messe seit der Reformation in Bad Blankenburg gefeiert. Zum Ende des Zweiten Weltkriegs stieg die Zahl der Gemeindemitglieder durch Umsiedler und Flüchtlinge aus dem Saarland und den östlichen Ländern um ca. 2100 an. 
Die Grundsteinlegung für die Kirche war am Ostermontag dem 19. April 1954. Die Entwürfe stammten von dem Architekten Johannes Reuter, das Altarbild schuf Rudolf Brückner-Fuhlrott. Durch Weihbischof Freusberg wurde die Kirche am 26./27. Mai 1956 geweiht. 1963 erhielt die Kirche vier neue Glocken, die in der Glockenstadt Apolda gegossen worden waren.
Zur eigenständigen Pfarrei wurde Bad Blankenburg am 14. September 1964, bis dahin war die Gemeinde eine Seelsorgestelle der Pfarrei Rudolstadt. Seit 1. Juli 2012 gehört die Gemeinde wieder zur Pfarrei Rudolstadt, bis am 1. Januar 2021 in Folge der Strukturreform im Bistum Erfurt die Pfarrei Rudolstadt inkl. Bad Blankenburg in die Pfarrei Corpus Christi Saalfeld eingegliedert wurde.

## Orgel
Die Orgel mit achtzehn Registern, verteilt auf zwei Manuale und Pedal, wurde 1971 von Orgelbau Schönefeld erbaut. Die Disposition lautet wie folgt:
| I Hauptwerk C–g3 |    |
| Prinzipal        | 8′ |
| Rohrflöte        | 8′ |
| Oktave           | 4′ |
| Spitzflöte       | 4′ |
| Oktave           | 2′ |
| Mixtur           |    |
| Trompete         | 8′ |

| II Oberwerk C–g3 |    |
| Holzgedackt      | 8′ |
| Spillpfeife      | 4′ |
| Prinzipal        | 2′ |
| Sesquialtera II  |    |
| Scharf II        |    |
| Krummhorn        | 8′ |
| Tremulant        |    |

| Pedal C–f1       |     |
| Subass           | 16′ |
| Oktavbaß         | 8′  |
| Nachthorn        | 4′  |
| Rauschpfeife III |     |
| Posaune          | 16′ |

- Koppeln: II/I, I/P, II/P

## Seelsorger
Die Reihe der katholischen Priester von Bad Blankenburg lautet:
- Josef Pleier, 1945–1960
- Johannes Busch, 1960–1991
- Suitbert Schellenberg, 1991–2004
- Georg Schuchardt, 2012–2020
- David Wolf, seit 2021